# مكملات الفيتامينات والمعادن لمرضى الغسيل الكلوي
عندما تكون الكلى بصحة جيدة ، فهي مسؤولة عن الترشيح المستمر للدم من أجل الحفاظ على توازن السوائل والمحلول الكهربائي والعضلات العضوية في الجسم.   ومع ذلك ، عندما تتضرر الكلى ، فإنها لم تعد قادرة على القيام بذلك. يستخدم غسيل الكلى في المرحلة النهائية من أمراض الكلى (يُشار إليه أيضًا بالفشل الكلوي ، وأمراض الكلى المزمنة ) ، وهي عملية تقوم فيها الآلة تصفية الدم حيث أن الكلى لم تعد قادرة على ذلك.  بالإضافة إلى عدم القدرة على تصفية الدم ، يؤدي الفشل الكلوي إلى عدم قدرة الجسم على إنتاج بعض الفيتامينات والمعادن (على سبيل المثال: فيتامين د) ، بالإضافة إلى صعوبة إخراج كميات مفرطة من بعض الفيتامينات والمعادن (مثل الفوسفور).

## دور الكلى في إستقلاب الفيتامينات والمعادن
عادة ، نحن قادرون على الحصول على كميات كافية من الفيتامينات والمعادن من خلال تناول مجموعة متنوعة من الأطعمة. ومع ذلك ، يجب على العديد من المرضى الذين يعانون من غسيل الكلى إتباع قيود غذائية ، مما يجعل من الصعب عليهم الحصول على الكميات الضرورية من بعض الفيتامينات والمعادن للبقاء في صحة جيدة.  بالإضافة إلى ذلك ، يتم فقدان العديد من الفيتامينات والمعادن أثناء عملية غسيل الكلى. لذلك ، يتعرض العديد من مرضى غسيل الكلى لخطر نقص الفيتامينات والمعادن. بما أن الفيتامينات ضرورية لعملية التمثيل الغذائي المناسبة وبناء البروتين والنمو ، فمن المهم لصحة مرضى غسيل الكلى أن يتم استكمالهم بأي فيتامينات أو معادن قد يعانون من نقص فيها. 

## نظرة عامة على الفيتامينات والمعادن
يمكن تقسيم الفيتامينات إلى مجموعتين: الفيتامينات القابلة للذوبان في الماء والفيتامينات القابلة للذوبان في الدهون . تشمل الفيتامينات القابلة للذوبان في الماء فيتامين سي وفيتامينات ب ( حمض الفوليك ، الثيامين ، الريبوفلافين ، النياسين ، حمض البانتوثنيك ، البيوتين ، فيتامين ب 6 ، فيتامين ب 12 ).  سيحتاج معظم مرضى غسيل الكلى إلى إضافة فيتامين سي وفيتامينات ب ليحلوا محل ما فقد في محلول غسيل الكلى.  تشمل الفيتامينات القابلة للذوبان في الدهون الفيتامينات أ ، د ، إي ، ك.  يمكن أن تكون الكميات المفرطة من هذه الفيتامينات ضارة للأشخاص الذين يعانون من الفشل الكلوي لأنها يمكن أن تتراكم في الجسم وتصبح سامة لذلك لا يتم إستكمالها بشكل عام في مرضى غسيل الكلى. ومع ذلك ، يعد فيتامين د أحيانًا إستثناءً لهذا التعميم حيث يصف الطبيب فيتامين د إذا لزم الأمر. 

## المغذيات المتجنبة في الغسيل الكلى
هناك بعض العناصر الغذائية المقيدة في مرضى الفشل الكلوي بسبب عدم قدرة الجسم على إخراج كميات مفرطة منها بسبب عدم عمل الكلى بشكل صحيح. بشكل عام ، تشمل هذه العناصر الغذائية:
- البوتاسيوم : تساعد الكلى على تنظيم مستويات البوتاسيوم . عندما تتضرر الكلى ، يمكن أن ترتفع مستويات البوتاسيوم . ارتفاع مستويات البوتاسيوم يمكن أن يسبب عدم إنتظام في ضربات القلب أو حتى التوقف.
- الفوسفور : تساعد الكليتان أيضًا على تنظيم مستويات الفوسفور في الجسم . عندما تتضرر الكلى ، لا تستطيع إزالة الفوسفور الزائد ، مما يتسبب في تراكمه في الدم . قد يصف لك طبيبك رابط للفوسفات يتم تناوله مع وجبات الطعام للمساعدة في إزالة الفوسفور الزائد [7]
- الصوديوم : في المرضى الذين يعانون من الفشل الكلوي ، يمكن أن يسبب الصوديوم احتباس مفرط للسوائل ، مما قد يؤدي إلى ارتفاع ضغط الدم والوذمة وفشل القلب وضيق التنفس.
- السوائل : مع تفاقم تلف الكلى تزداد القدرة على إفراز السوائل. في مرضى الفشل الكلوي ، تناول السوائل المفرط يمكن أن يؤدي إلى نفس الأعراض التي يتسبب بها الإفراط في تناول الصوديوم.

## الفيتامينات والمعادن المكملة في غسيل الكلى
تحتوي العديد من الأطعمة التي تحتوي على الفوسفور والبوتاسيوم (مقيدة في مرضى غسيل الكلى) أيضًا على حمض الفوليك والنياسين والريبوفلافين وفيتامين ب 6 (الفيتامينات القابلة للذوبان في الماء).  لذلك ، يمكن أن يؤدي تقييد الأطعمة التي تحتوي على الفوسفور والبوتاسيوم إلى نقص في الفيتامينات الهامة الأخرى. بشكل عام ، يتم استكمال الفيتامينات والمعادن التالية في مرضى غسيل الكلى:
- فيتامينات ب - فيتامينات قابلة للذوبان في الماء تلعب دورًا في نمو خلايا الدم الحمراء لمنع فقر الدم والمساهمة في التمثيل الغذائي لتحويل الأطعمة التي تتناولها إلى طاقة. [7]
- فيتامين سي - فيتامين قابل للذوبان في الماء يساعد في الحفاظ على صحة الأنسجة ، والتئام الجروح ، والوقاية من العدوى. [7]
- فيتامين د - عادة ، تقوم الكلية بتحويل فيتامين د إلى شكله النشط ، فيتامين د 3 ، والذي يساعدك على امتصاص الكالسيوم. العديد من مرضى غسيل الكلى لديهم كميات منخفضة من الكالسيوم بسبب تجنب الأطعمة التي تحتوي على الفوسفور والبوتاسيوم. يمكن أن يؤدي نقص الكالسيوم إلى الحثل العظمي الكلوي (ضعف العظام). من ناحية أخرى ، الكثير من الكالسيوم يمكن أن يسبب التكلس أو التأق التكلسي (ترسبات الكالسيوم في أماكن مثل القلب). [8] فيتامين د هو فيتامين قابل للذوبان في الدهون ، مما يعني أن الكميات الزائدة يمكن أن تكون ضارة لذلك يجب أن يصفه الطبيب ويراقبه.
- الحديد - يؤدي تلف الكلى إلى عدم قدرة الكلية على إنتاج الإريثروبويتين ، والذي يحفز إنتاج خلايا الدم الحمراء. [8] [9]

تختلف التغذية لدى مرضى غسيل الكلى على أساس فردي. قد يكون من المربك للغاية محاولة تحديد أي الفيتامينات والمعادن التي تحتاج إلى تكملة وأيها لا يتطلب ذلك ، فمن المهم لمرضى غسيل الكلى التحدث مع الطبيب قبل إجراء أي تغييرات على خطتهم الغذائية.

## روابط خارجية
- http://www.kidney.org/atoz/content/vitamineral.cfm
- http://www.nwkidney.org/nutrition/vitamin.htm